# سرينيفاسا فارادهان
سرينيفاسا فارادهان (بالإنجليزية: Sathamangalam Ranga Iyengar Srinivasa Varadhan)‏ من مواليد (2 يناير 1940) هو عالم رياضيات هندي - أمريكي معروف بمساهماته الأساسية في نظرية الاحتمالات وخاصة لخلق نظرية موحدة للانحرافات الكبيرة. حاز على جائزة أبيل لعام 2007.

## روابط خارجية
- سرينيفاسا فارادهان على موقع الموسوعة البريطانية (الإنجليزية)
- سرينيفاسا فارادهان على موقع مونزينجر (الألمانية)